# Finzean Turning Mill

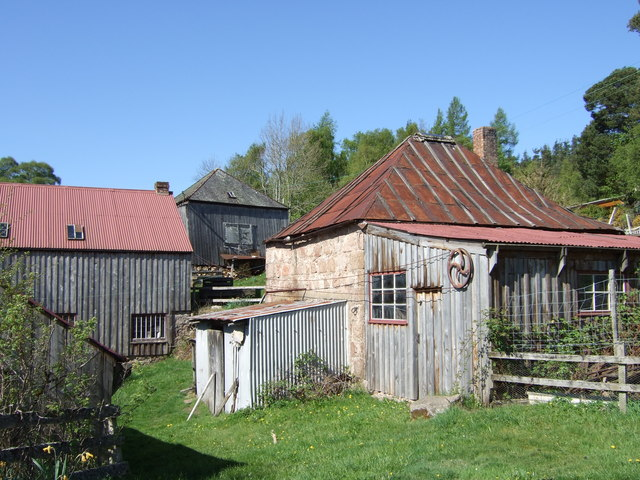
Finzean Turning Mill

Die Finzean Turning Mill ist eine Wassermühle in der schottischen Streusiedlung Finzean in der Council Area Aberdeenshire. 1971 wurde das Bauwerk in die schottischen Denkmallisten in der höchsten Denkmalkategorie A aufgenommen. Des Weiteren bildet die Mühle zusammen mit der westlich gelegenen Finzean Bucket Mill und der südlich gelegenen Mill of Clinter ein Denkmalensemble der Kategorie A.

## Geschichte
Zur Nutzung der Kiefernwälder des Glen Ferrick wurde im frühen 19. Jahrhundert ein wassergetriebenes Sägewerk am Standort errichtet. In den folgenden Jahrzehnten wurde die Mühle von verschiedenen Pächtern des Waldes betrieben. In den 1830er Jahren hatte Alexander Duncan dem Mühlenkomplex eine Mühle zum Drehen von Holz hinzugefügt. Obschon seit 1999 von dem Birse Community Trust betreut, der die Anlage restaurieren ließ, betreiben Duncans Nachfahren die Mühle bis heute. 2011 wurde die Mühle in das Register gefährdeter denkmalgeschützter Bauwerke in Schottland aufgenommen. 2014 wurde ihr Zustand jedoch als gut bei gleichzeitig geringer Gefährdung eingestuft.

## Beschreibung
Die Finzean Turning Mill steht im sehr dünn besiedelten Westen Aberdeenshires rund zehn Kilometer südöstlich von Aboyne am linken Ufer des Water of Feugh. Bei den meisten Gebäuden handelt es sich um einfache Holzbauten auf Granitfundamenten mit Wellblechdächern. Einzig die Darre und das Wohngebäude sind Steinbauten aus Granitbruch. Oberhalb der Mühle wird dem Water of Feugh Wasser entnommen und über zwei Kanäle den Mühlen zugeführt. Der nördliche Mühlkanal treibt das 4,88 Meter durchmessende unterschlächtige Wasserrad des Sägewerks an, während der südliche Kanal über zwei Ebenen geführt ein kleines Rad für den Elektrogenerator des Drehwerks sowie das 3,05 Meter durchmessende unterschlächtige Rad des Drehwerks antreibt. Am Ostrand überspannt eine zweibogige Segmentbogenbrücke das Water of Feugh. Ihr Tragwerk besteht aus rötlichem Granit, ihr Fahrbahndeck aus Holz.